# Ralf Döbele

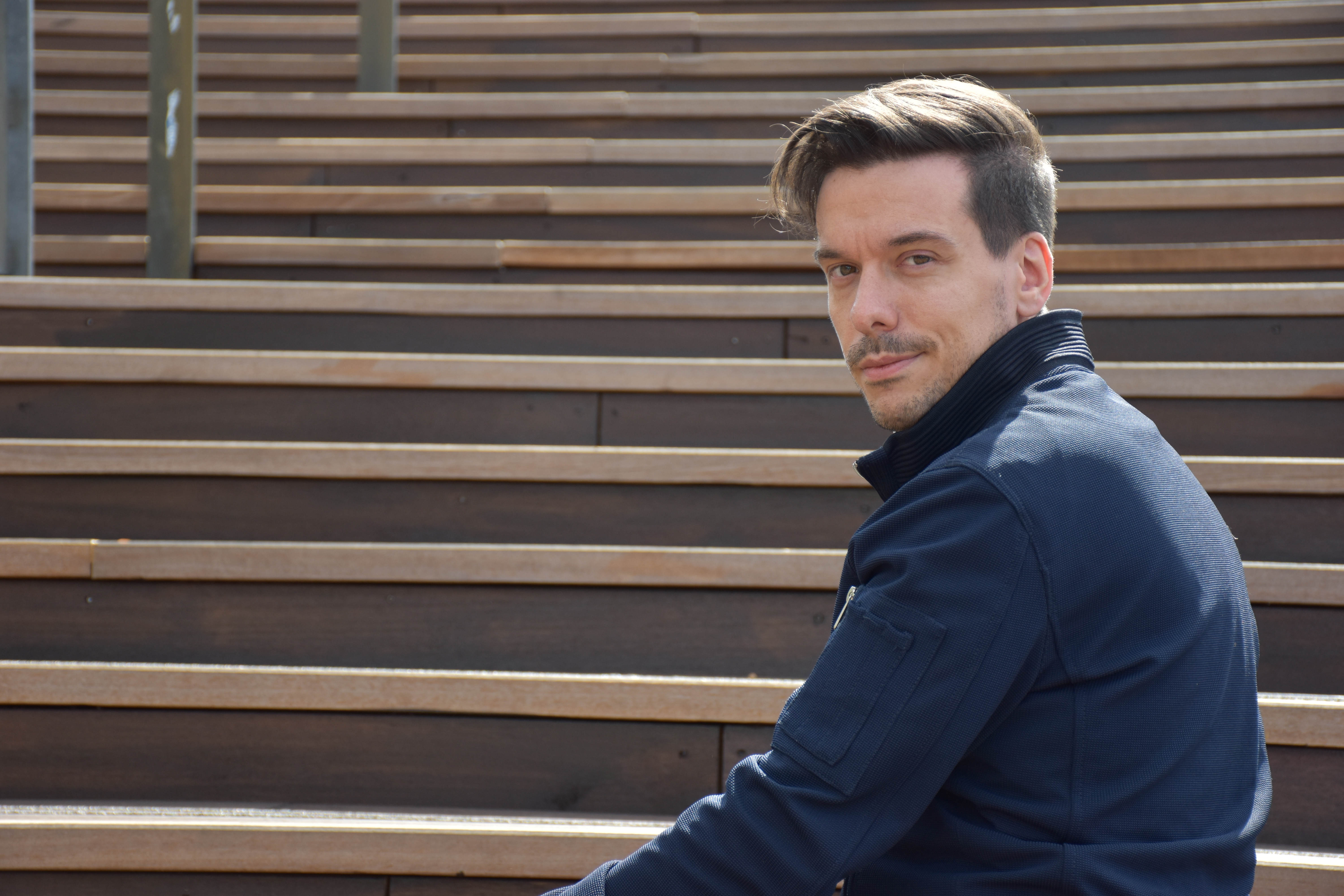
Ralf Döbele (2019)

Ralf Döbele (* 22. August 1981 in Rheinfelden) ist ein deutscher Journalist und Autor. Bekannt wurde er aus der ZDF-Sendung hallo deutschland und der ZDFinfo-Doku Ermittler!

## Leben
Döbele studierte Medienwissenschaften, Soziologie und Geschichte an der Universität Basel in der Schweiz. Im Jahr 2008 schloss er sein Studium mit dem Master ab.
Bereits während des Studiums arbeitete er als freier Journalist und später als Redakteur bei TV Wunschliste, dem Film- und Fernsehserien-Infoportal.

### Fernsehen
Er ist True-Crime-Autor und arbeitet vor und hinter der Kamera als Redakteur und Moderator.
Für die ZDF-Sendung hallo Deutschland hat er seit April 2020 vor und hinter der Kamera mehr als 100 reale Kriminalfälle porträtiert. Bei der Dokumentar-Reihe Ermittler! (ZDFinfo) ist er einer der verantwortlichen Autoren und Regisseure.

## Publikationen
- Stefan Ummenhofer, Michael Thaidigsmann, Ralf Döbele: Aktenzeichen XY … ungelöst – Kriminalität, Kontroverse, Kult. Romäus Verlag, 2004, ISBN 3-9809278-1-4.
- Stefan Ummenhofer, Ralf Döbele: Morde vor der Haustür. Romäus Verlag, 2008, ISBN 978-3-9809278-8-8.